# U matrosov net voprosov
U matrosov net voprosov (У матросов нет вопросов) è un film del 1980 diretto da Vladimir Abramovič Rogovoj.

## Trama
Al centro della trama c'è Alka Šanina, che sta per entrare nell'istituto di teatro, e il marinaio Sanja Fokin, che si reca nel suo villaggio natale per un matrimonio. Si incontrano sull'aereo, che ha effettuato un atterraggio di emergenza a causa del maltempo, a seguito del quale hanno trascorso tre giorni insieme.